# Brem
Brem – lekko słodkawe ryżowe wino pochodzące z wyspy Bali. Brem jest to ogólna nazwa indonezyjskich produktów pochodzących z fermentacji. Rozpowszechniony na Bali napój brem bazuje na ciemnym lub jasnym winie ryżowym (Ragi Tape - tapai). Często jest wytwarzany przez fermentację tapioki i ananasa z aromatami cynamonu i tytoniu. Produkcja wina ryżowego przypomina warzenie piwa. Brem balijski charakteryzuje się słodkim i lekko kwaskowatym smakiem. Zawiera od 5 do 15 proc. alkoholu. Podawany z lodem jako napój orzeźwiający. Z wina ryżowego produkuje się ocet ryżowy, który może mieć różną barwę i smak w zależności od rodzaju i regionu, w którym jest produkowany. 